# Samsung Galaxy Core
El modelo de ranura simple para tarjeta SIM Samsung Galaxy Core GT-I8260 y la variante de tarjeta dual dual Samsung Galaxy Core GT-I8262 son fabricados por Samsung Electronics que funciona con el sistema operativo de código abierto Android 4.1.2 Jellybean. Anunciado por Samsung a principios de mayo de 2013,  el modelo Dual-SIM se lanzó a mediados y finales de mayo de 2013, y la versión de SIM única para julio de 2013.

## Características

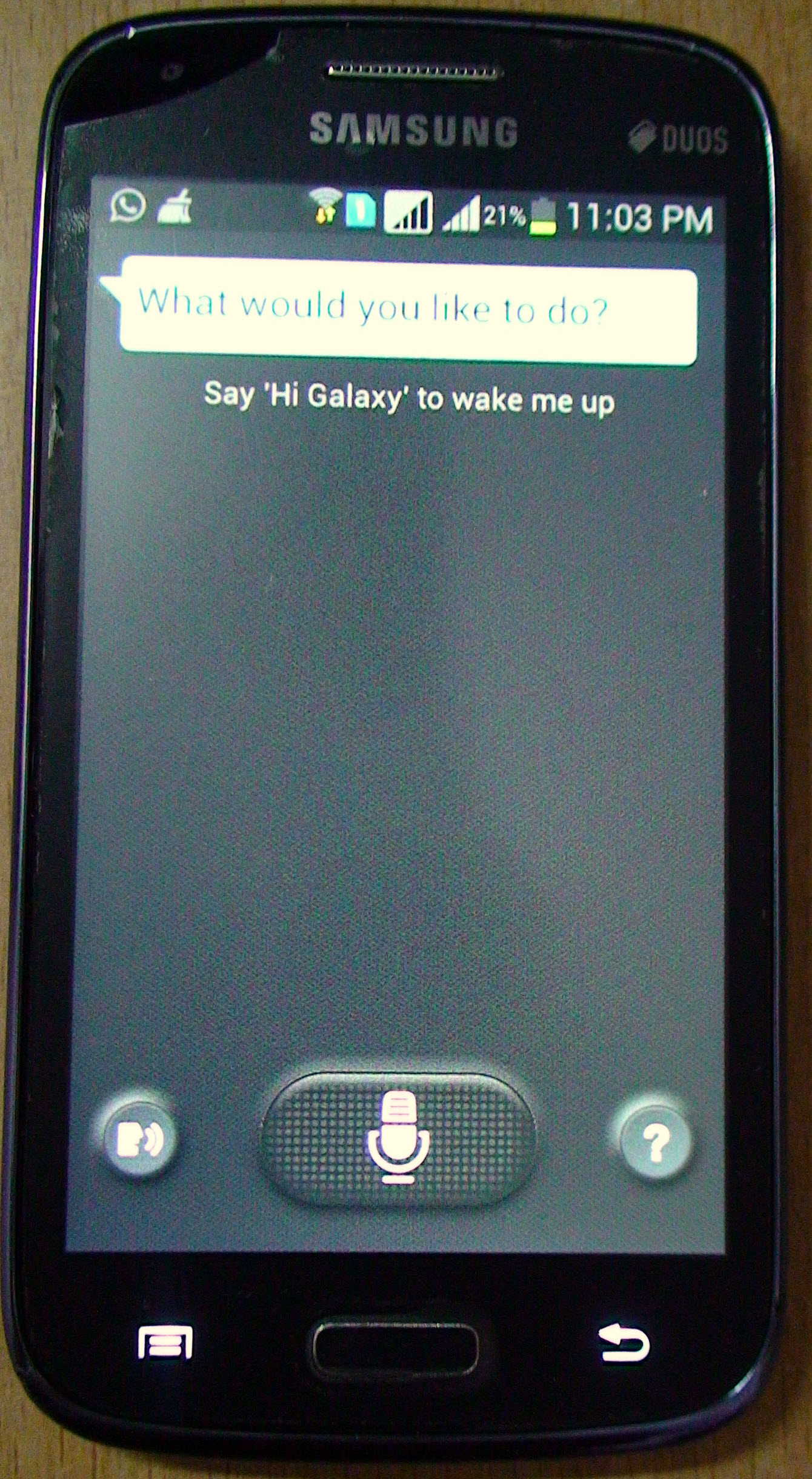
S Voice en Samsung Galaxy Core.

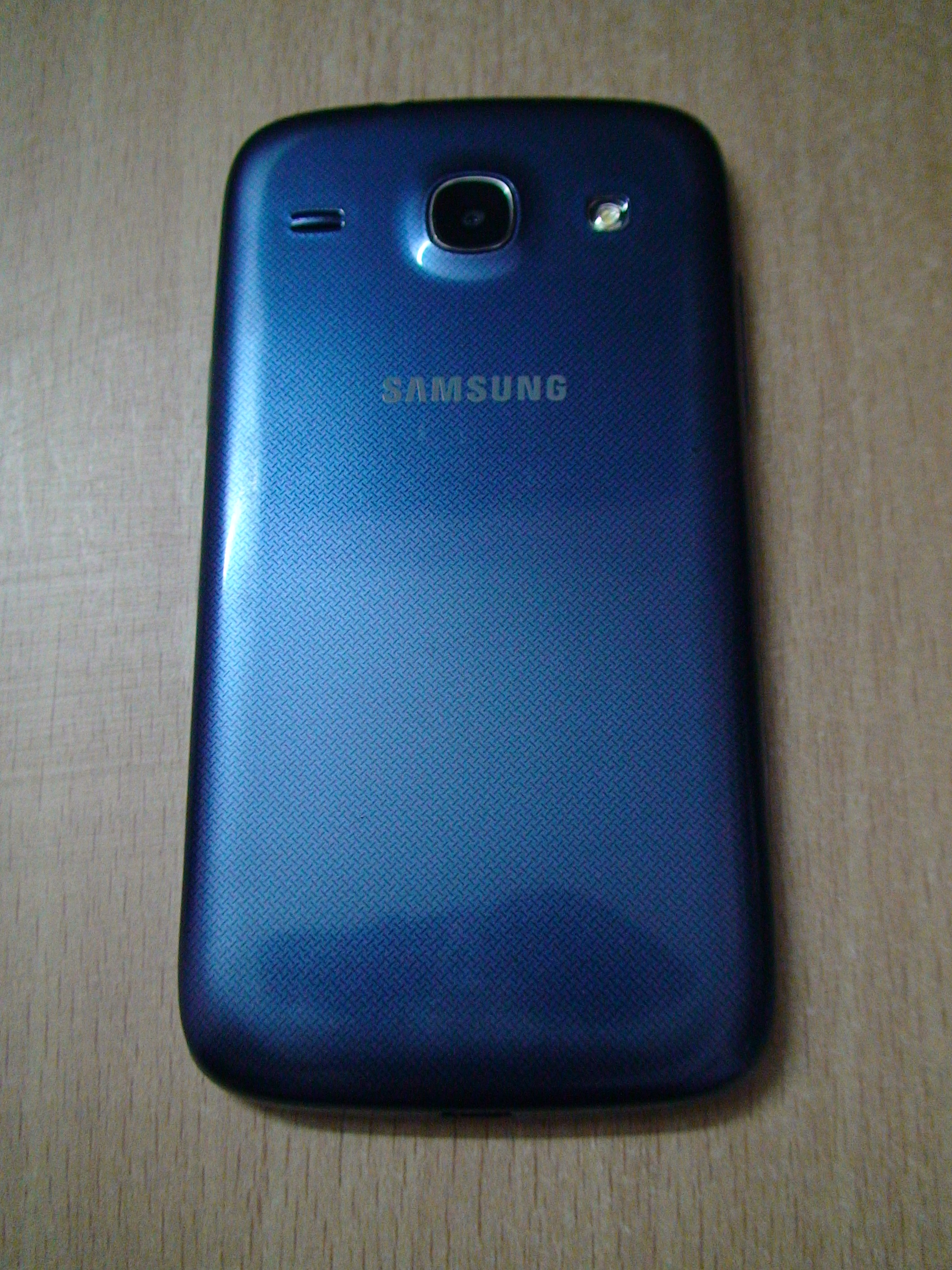
Vista trasera del Samsung Galaxy Core.

El dispositivo tiene un diseño y especificaciones similares al Samsung Galaxy SIII. Este teléfono también tiene S Voice, que es una característica que se encuentra en los dispositivos Samsung Galaxy de gama alta. Un punto clave de venta del dispositivo es su capacidad dual sim.

## Variantes del modelo

### Galaxy Core Plus (SM-G350)
Esta versión de Samsung Galaxy Core está disponible solo en ciertos países europeos. También comparte los mismos códigos de modelo que Galaxy Trend 3, Galaxy Star 2 Plus o Galaxy Star Advance (SM-G350L y G350M). Algunos modelos tienen una cámara de 3MP como SM-G350E.

### Galaxy Core Safe (SHW-M580D)
China
Versión Dual SIM para China, pero sin flash. Todavía tiene una cámara.

#### Galaxy Core 4G (SM-G386F)
El modelo TD-LTE de China Mobile.

#### Galaxy Style Duos (GT-I8260)
Ranura para tarjeta SIM simple.

#### Galaxy Style Duos (GT-I8262)
Ranuras para tarjetas sim doble.

#### Galaxy Style (SCH-I829)
Estados Unidos

#### Galaxy Core Prime (SM-G360P)
Lanzado en 2014, noviembre; GSM, LTE (Cat4), HSPA, SIM simple (Dual SIM Duos).
Quad-core 1.2 GHz Cortex-A53.